# Ulm
Ulm és una ciutat situada al Land de Baden-Württemberg, Alemanya. La seva població està al voltant dels 120 000 habitants i és considerada la més petita de les grans ciutats alemanyes.

## Geografia

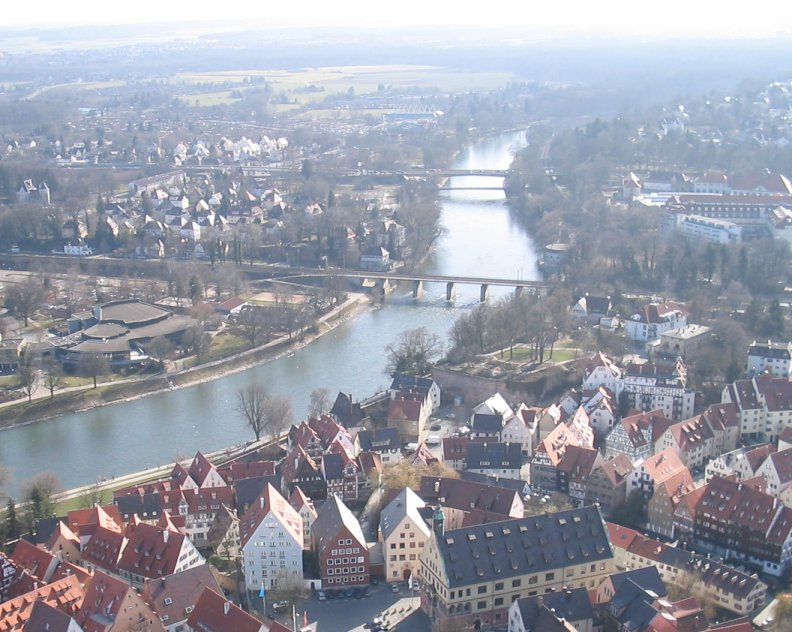
Vista de la ciutat d'Ulm des de la torre de l'Església major de la ciutat.

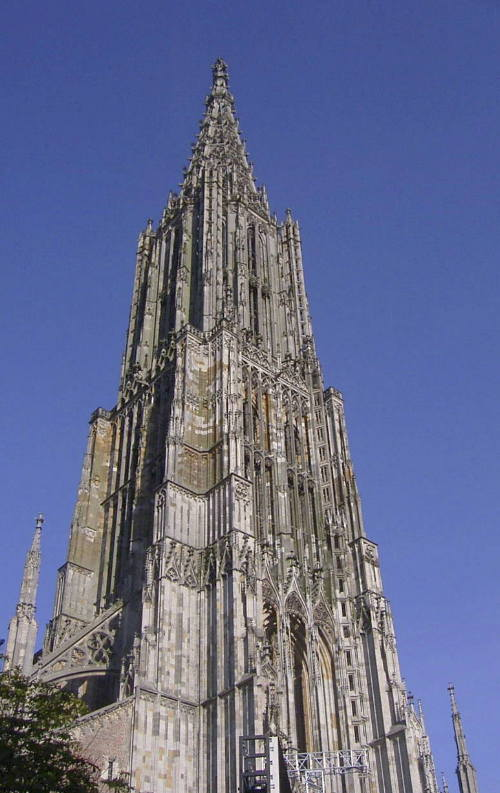
Torre de l'Església major d'Ulm.

Ulm és a l'entrada del riu Blau i el riu Iller, dins del Danubi. La major part de la ciutat és al costat esquerre del riu. A l'altre costat del riu hi ha la seva ciutat bessona, Neu-Ulm (nova Ulm), que amb els seus 50.000 habitants està situada al land de Baviera.
La ciutat està dividida en 18 districtes: Ulm-Mitte, Böfingen, Donaustetten, Donautal, Eggingen, Einsingen, Ermingen, Eselsberg, Gögglingen, Grimmelfingen, Jungingen, lolop Lehr, Mähringen, Oststadt, Söflingen (mit Harthausen), Unterweiler, Weststadt i Wiblingen marfhuh

## Clima
Ulm té un clima continental relativament fred (comparat amb la de ciutats properes) amb una temperatura mitjana anual de 7,9 °C essent la mitjana del mes de gener de −1,7 °C i la de juliol de 17,4 °C.

## Història
El més antic assentament de l'àrea d'Ulm correspon a l'època del Neolític, al voltant de l'any 5.000 AC. La mateixa Ulm fou mencionada per primer cop l'any 854 i declarada ciutat per Frederic Barba-roja l'any 1164.
L'any 1803 deixà de ser ciutat imperial lliure i fou absorbida per Baviera. Durant la campanya de Napoleó l'any 1805, les tropes austríaques comandades pel general austrohongarès Mack, foren vençudes per les franceses a la batalla d'Ulm. El 1810 Ulm fou incorporada al Regne de Württemberg.
El 14 de maig de l'any 1879 hi va néixer el científic més conegut i important del segle xx, el físic Albert Einstein.
El desembre de l'any 1944 la ciutat fou destruïda pels bombardejos aliats en el transcurs de la Segona Guerra Mundial. Durant la post-guerra la ciutat fou reconstruïda amb un estil modern, però mantenint els edificis històrics.
Durant la dècada de 1980, Neu-Ulm allotjà una base militar nord-americana.

## Punts d'interès
- Sens dubte la seva principal referència és l'Església major d'Ulm, amb la torre d'església més alta del món (161,53 m)
- El barri dels pescadors amb la Schiefes Haus del segle xvi (actualment un hotel) i l'Alte Münz (un edifici medieval ampliat amb estil renaixentista).
- Les restes de la ciutat que van sobreviure al bombardeig.
- L'ajuntament, construït l'any 1370
- Hochschule für Gestaltung, també coneguda com l'Escola Ulm.

## Persones il·lustres
- Wilhelm Speidel (1826 - 1899), compositor i pianista.
- Ludwig Speidel (1830 - 1906), escriptor i periodista.
- Albert Einstein (1879 - 1955), físic.
- Eugen Haile (1873-1933), compositor musical.